# Coppa Davis 2006
La Coppa Davis 2006 è stata la 95ª edizione del più importante torneo fra squadre nazionali di tennis maschile. Sedici squadre hanno preso parte al Gruppo Mondiale e 125 ai gruppi zonali. La Russia vinse la finale contro l'Argentina.

## Gruppo Mondiale
| Squadre del World Group | Squadre del World Group | Squadre del World Group | Squadre del World Group |
| Argentina               | Australia               | Austria                 | Bielorussia             |
| Cile                    | Croazia                 | Francia                 | Germania                |
| Paesi Bassi             | Romania                 | Russia                  | Slovacchia              |
| Spagna                  | Svezia                  | Svizzera                | Stati Uniti             |
| ----------------------- | ----------------------- | ----------------------- | ----------------------- |

### Tabellone
|  | Primo turno 10-12 febbraio                | Primo turno 10-12 febbraio        | Primo turno 10-12 febbraio |                                      |             | Quarti di finale 7-9 aprile | Quarti di finale 7-9 aprile     | Quarti di finale 7-9 aprile |   |   | Semifinali 22-24 settembre | Semifinali 22-24 settembre       | Semifinali 22-24 settembre |   |  | Finale 1-3 dicembre | Finale 1-3 dicembre | Finale 1-3 dicembre |
|  |                                           |                                   |                            |                                      |             |                             |                                 |                             |   |   |                            |                                  |                            |   |  |                     |                     |                     |
|  | Graz, Austria (Terra indoor)              |                                   |                            |                                      |             |                             |                                 |                             |   |   |                            |                                  |                            |   |  |                     |                     |                     |
|  | S                                         | Croazia                           | 3                          |                                      |             |                             |                                 |                             |   |   |                            |                                  |                            |   |  |                     |                     |                     |
|  | S                                         | Croazia                           | 3                          | Zagabria, Croazia (Sintetico indoor) |             |                             |                                 |                             |   |   |                            |                                  |                            |   |  |                     |                     |                     |
|  |                                           | Austria                           | 2                          |                                      |             |                             |                                 |                             |   |   |                            |                                  |                            |   |  |                     |                     |                     |
|  |                                           | Austria                           | 2                          | S                                    | Croazia     | 2                           |                                 |                             |   |   |                            |                                  |                            |   |  |                     |                     |                     |
|  | Buenos Aires, Argentina (Terra)           |                                   |                            | S                                    | Croazia     | 2                           |                                 |                             |   |   |                            |                                  |                            |   |  |                     |                     |                     |
|  |                                           | S                                 | Argentina                  | 3                                    |             |                             |                                 |                             |   |   |                            |                                  |                            |   |  |                     |                     |                     |
|  | S                                         | S                                 | Argentina                  | 3                                    | Argentina   | 5                           |                                 |                             |   |   |                            |                                  |                            |   |  |                     |                     |                     |
|  | S                                         |                                   |                            |                                      | Argentina   | 5                           | Buenos Aires, Argentina (Terra) |                             |   |   |                            |                                  |                            |   |  |                     |                     |                     |
|  |                                           | Svezia                            | 0                          |                                      |             |                             |                                 |                             |   |   |                            |                                  |                            |   |  |                     |                     |                     |
|  |                                           |                                   |                            |                                      |             |                             | S                               | Argentina                   | 5 |   |                            |                                  |                            |   |  |                     |                     |                     |
|  | Minsk, Bielorussia (Sintetico indoor)     |                                   |                            |                                      |             |                             | S                               | Argentina                   | 5 |   |                            |                                  |                            |   |  |                     |                     |                     |
|  |                                           | S                                 | Australia                  | 0                                    |             |                             |                                 |                             |   |   |                            |                                  |                            |   |  |                     |                     |                     |
|  | S                                         | S                                 | Australia                  | 0                                    | Spagna      | 1                           |                                 |                             |   |   |                            |                                  |                            |   |  |                     |                     |                     |
|  | S                                         | Melbourne, Australia (Cemento)    |                            |                                      | Spagna      | 1                           |                                 |                             |   |   |                            |                                  |                            |   |  |                     |                     |                     |
|  |                                           | Bielorussia                       | 4                          |                                      |             |                             |                                 |                             |   |   |                            |                                  |                            |   |  |                     |                     |                     |
|  |                                           | Bielorussia                       | 4                          |                                      | Bielorussia | 0                           |                                 |                             |   |   |                            |                                  |                            |   |  |                     |                     |                     |
|  | Ginevra, Svizzera (Terra indoor)          |                                   |                            |                                      | Bielorussia | 0                           |                                 |                             |   |   |                            |                                  |                            |   |  |                     |                     |                     |
|  |                                           | S                                 | Australia                  | 5                                    |             |                             |                                 |                             |   |   |                            |                                  |                            |   |  |                     |                     |                     |
|  | S                                         | S                                 | Australia                  | 5                                    | Australia   | 3                           |                                 |                             |   |   |                            |                                  |                            |   |  |                     |                     |                     |
|  | S                                         |                                   |                            |                                      | Australia   | 3                           |                                 |                             |   |   |                            | Mosca, Russia (Sintetico indoor) |                            |   |  |                     |                     |                     |
|  |                                           | Svizzera                          | 2                          |                                      |             |                             |                                 |                             |   |   |                            |                                  |                            |   |  |                     |                     |                     |
|  |                                           |                                   |                            |                                      |             |                             |                                 |                             |   |   |                            | S                                | Argentina                  | 2 |  |                     |                     |                     |
|  | Halle, Germania (Cemento indoor)          |                                   |                            |                                      |             |                             |                                 |                             |   |   |                            | S                                | Argentina                  | 2 |  |                     |                     |                     |
|  |                                           | S                                 | Russia                     | 3                                    |             |                             |                                 |                             |   |   |                            |                                  |                            |   |  |                     |                     |                     |
|  |                                           | S                                 | Russia                     | 3                                    | Germania    | 2                           |                                 |                             |   |   |                            |                                  |                            |   |  |                     |                     |                     |
|  |                                           | Pau, Francia (Sintetico indoor)   |                            |                                      | Germania    | 2                           |                                 |                             |   |   |                            |                                  |                            |   |  |                     |                     |                     |
|  | S                                         | Francia                           | 3                          |                                      |             |                             |                                 |                             |   |   |                            |                                  |                            |   |  |                     |                     |                     |
|  | S                                         | Francia                           | 3                          |                                      | S           | Francia                     | 1                               |                             |   |   |                            |                                  |                            |   |  |                     |                     |                     |
|  | Amsterdam, Paesi Bassi (Sintetico indoor) |                                   |                            |                                      | S           | Francia                     | 1                               |                             |   |   |                            |                                  |                            |   |  |                     |                     |                     |
|  |                                           | S                                 | Russia                     | 4                                    |             |                             |                                 |                             |   |   |                            |                                  |                            |   |  |                     |                     |                     |
|  |                                           | S                                 | Russia                     | 4                                    | Paesi Bassi | 0                           |                                 |                             |   |   |                            |                                  |                            |   |  |                     |                     |                     |
|  |                                           |                                   |                            |                                      | Paesi Bassi | 0                           | Mosca, Russia (Terra indoor)    |                             |   |   |                            |                                  |                            |   |  |                     |                     |                     |
|  | S                                         | Russia                            | 5                          |                                      |             |                             |                                 |                             |   |   |                            |                                  |                            |   |  |                     |                     |                     |
|  | S                                         | Russia                            | 5                          |                                      |             |                             |                                 |                             |   | S | Russia                     | 3                                |                            |   |  |                     |                     |                     |
|  | La Jolla, Stati Uniti (Cemento)           |                                   |                            |                                      |             |                             |                                 |                             |   | S | Russia                     | 3                                |                            |   |  |                     |                     |                     |
|  |                                           | S                                 | Stati Uniti                | 2                                    |             |                             |                                 |                             |   |   |                            |                                  |                            |   |  |                     |                     |                     |
|  |                                           | S                                 | Stati Uniti                | 2                                    | Romania     | 1                           |                                 |                             |   |   |                            |                                  |                            |   |  |                     |                     |                     |
|  |                                           | Rancho Mirage, Stati Uniti (erba) |                            |                                      | Romania     | 1                           |                                 |                             |   |   |                            |                                  |                            |   |  |                     |                     |                     |
|  | S                                         | Stati Uniti                       | 4                          |                                      |             |                             |                                 |                             |   |   |                            |                                  |                            |   |  |                     |                     |                     |
|  | S                                         | Stati Uniti                       | 4                          |                                      | S           | Stati Uniti                 | 3                               |                             |   |   |                            |                                  |                            |   |  |                     |                     |                     |
|  | Rancagua Cile (Terra)                     |                                   |                            |                                      | S           | Stati Uniti                 | 3                               |                             |   |   |                            |                                  |                            |   |  |                     |                     |                     |
|  |                                           |                                   | Cile                       | 2                                    |             |                             |                                 |                             |   |   |                            |                                  |                            |   |  |                     |                     |                     |
|  |                                           | Cile                              | Cile                       | 2                                    | 4           |                             |                                 |                             |   |   |                            |                                  |                            |   |  |                     |                     |                     |
|  |                                           | Cile                              |                            |                                      | 4           |                             |                                 |                             |   |   |                            |                                  |                            |   |  |                     |                     |                     |
|  | S                                         | Slovacchia                        | 1                          |                                      |             |                             |                                 |                             |   |   |                            |                                  |                            |   |  |                     |                     |                     |

Le perdenti del 1º turno giocano gli spareggi per rimanere nel Gruppo Mondiale contro le vincenti del gruppo I dei gruppi zonali

### Finale
| Russia 3 | Stadio Olimpico, Mosca, Russia 1-3 dicembre, 2006 Sintetico (indoor) | Stadio Olimpico, Mosca, Russia 1-3 dicembre, 2006 Sintetico (indoor) | Argentina 2 |     |     |      |   |  |
| \| \| \| \| 1 \| 2 \| 3 \| 4 \| 5 \| \| \| - \| \| ----------------------------------------------------------------- \| --- \| --- \| --- \| ---- \| - \| \| \| 1 \| \| Nikolaj Davydenko Juan Ignacio Chela \| 6 1 \| 6 2 \| 5 7 \| 6 4 \| \| \| \| 2 \| \| Marat Safin David Nalbandian \| 4 6 \| 4 6 \| 4 6 \| \| \| \| \| 3 \| \| Marat Safin / Dmitrij Tursunov Agustín Calleri / David Nalbandian \| 6 2 \| 6 3 \| 6 4 \| \| \| \| \| 4 \| \| Nikolaj Davydenko David Nalbandian \| 2 6 \| 2 6 \| 6 4 \| 4 6 \| \| \| \| 5 \| \| Marat Safin José Acasuso \| 6 3 \| 3 6 \| 6 3 \| 7 65 \| \| \| |                                                                      |                                                                      |             |     |     |      |   |  |
| |                                                                      |                                                                      | 1           | 2   | 3   | 4    | 5 |  |
| 1 | Russia (bandiera) · Argentina (bandiera)                             | Nikolaj Davydenko Juan Ignacio Chela                                 | 6 1         | 6 2 | 5 7 | 6 4  |   |  |
| 2 | Russia (bandiera) · Argentina (bandiera)                             | Marat Safin David Nalbandian                                         | 4 6         | 4 6 | 4 6 |      |   |  |
| 3 | Russia (bandiera) · Argentina (bandiera)                             | Marat Safin / Dmitrij Tursunov Agustín Calleri / David Nalbandian    | 6 2         | 6 3 | 6 4 |      |   |  |
| 4 | Russia (bandiera) · Argentina (bandiera)                             | Nikolaj Davydenko David Nalbandian                                   | 2 6         | 2 6 | 6 4 | 4 6  |   |  |
| 5 | Russia (bandiera) · Argentina (bandiera)                             | Marat Safin José Acasuso                                             | 6 3         | 3 6 | 6 3 | 7 65 |   |  |

## Turno di qualificazione al Gruppo Mondiale
Data: 22-24 settembre
| Impianto                                | Squadra Ospitante | Punteggio | Squadra Ospite      |
| --------------------------------------- | ----------------- | --------- | ------------------- |
| Pörtschach, Austria (Terra)             | Austria           | 5-0       | Messico             |
| Düsseldorf, Germania (Terra)            | Germania          | 4-1       | Thailandia          |
| Leida, Paesi Bassi (Sintetico indoor)   | Paesi Bassi       | 1-4       | Rep. Ceca           |
| Bucarest, Romania (Terra)               | Romania           | 4-1       | Corea del Sud       |
| Bratislava, Slovacchia (Cemento indoor) | Slovacchia        | 2-3       | Belgio              |
| Santander, Spagna (Terra)               | Spagna            | 4-1       | Italia              |
| Belo Horizonte, Brasile (Terra)         | Brasile           | 1-3       | Svezia              |
| Ginevra, Svizzera (Cemento indoor)      | Svizzera          | 4-1       | Serbia e Montenegro |

- Belgio e Repubblica Ceca promosse nel Gruppo Mondiale della Coppa Davis 2007.
- Austria, Germania, Romania, Spagna, Svezia e Svizzera rimangono nel Gruppo Mondiale della Coppa Davis 2007.
- Brasile (Am), Italia (EA), Messico (Am), Serbia e Montenegro (EA), Corea del Sud (AO) e Thailandia (AO) rimangono nel Gruppo I della Coppa Davis 2007.
- Olanda (EA) e Slovacchia (EA) retrocedono al Gruppo I della Coppa Davis 2007.

## Zona Americana

### Gruppo I
- Brasile — promossa al Turno di qualificazione al Gruppo Mondiale
- Canada
- Ecuador — retrocessa nel Gruppo II della Coppa Davis 2007
- Messico — promossa al Turno di qualificazione al Gruppo Mondiale
- Perù
- Venezuela

### Gruppo II
- Antille Olandesi
- Bolivia — retrocessa nel Gruppo III della Coppa Davis 2007
- Colombia — promossa al Gruppo I della Coppa Davis 2007
- Giamaica
- Guatemala — retrocessa nel Gruppo III della Coppa Davis 2007
- Paraguay
- Rep. Dominicana
- Uruguay

### Gruppo III
1. El Salvador — promossa al Gruppo II della Coppa Davis 2007
2. Cuba — promossa al Gruppo II della Coppa Davis 2007
3. Bahamas
4. Porto Rico
5. Costa Rica
6. Haiti
7. Honduras — retrocessa nel Gruppo IV della Coppa Davis 2007
8. Trinidad e Tobago — retrocesse nel Gruppo IV della Coppa Davis 2007

### Gruppo IV
1. Barbados — promossa al Gruppo III della Coppa Davis 2007
2. Panama — promossa al Gruppo III della Coppa Davis 2007
3. Saint Lucia
4. Isole Vergini Americane
5. Bermuda

## Zona Asia/Oceania

### Gruppo I
- Cina
- Corea del Sud — promossa al Turno di qualificazione al Gruppo Mondiale
- Giappone
- India
- Pakistan — retrocessa nel Gruppo II della Coppa Davis 2007
- Taipei cinese
- Thailandia — promossa al Turno di qualificazione al Gruppo Mondiale
- Uzbekistan

### Gruppo II
- Hong Kong
- Indonesia
- Kazakistan — promossa al Gruppo I della Coppa Davis 2007
- Kuwait
- Libano — retrocessa nel Gruppo III della Coppa Davis 2007
- Malaysia — retrocessa nel Gruppo III della Coppa Davis 2007
- Nuova Zelanda
- Oceania Pacifica

### Gruppo III
1. Filippine — promossa al Gruppo II della Coppa Davis 2007
2. Iran — promossa al Gruppo II della Coppa Davis 2007
3. Sri Lanka
4. Arabia Saudita
5. Vietnam
6. Singapore
7. Bahrein — retrocessa nel Gruppo IV della Coppa Davis 2007
8. Bangladesh — retrocessa nel Gruppo IV della Coppa Davis 2007

### Gruppo IV
Pool A
1. Oman — promossa al Gruppo III della Coppa Davis 2007
2. Iraq
3. Birmania
4. Qatar

Pool B
1. Emirati Arabi Uniti — promossa al Gruppo III della Coppa Davis 2007
2. Siria
3. Tagikistan
4. Giordania
5. Turkmenistan

## Zona Europea/Africana

### Gruppo I
- Belgio — promossa al Turno di qualificazione al Gruppo Mondiale
- Israele
- Italia — promossa al Turno di qualificazione al Gruppo Mondiale
- Lussemburgo
- Marocco — retrocessa nel Gruppo II della Coppa Davis 2007
- Portogallo
- Regno Unito
- Rep. Ceca — promossa al Turno di qualificazione al Gruppo Mondiale
- Serbia e Montenegro — promossa al Turno di qualificazione al Gruppo Mondiale
- Ucraina — retrocessa nel Gruppo II della Coppa Davis 2007

### Gruppo II
- Algeria
- Bulgaria
- Cipro
- Egitto — retrocessa nel Gruppo III della Coppa Davis 2007
- Finlandia
- Georgia — promossa al Gruppo I della Coppa Davis 2007
- Grecia
- Irlanda — retrocessa nel Gruppo III della Coppa Davis 2007
- Lettonia
- Macedonia — promossa al Gruppo I della Coppa Davis 2007
- Norvegia
- Polonia
- Slovenia
- Sudafrica — retrocessa nel Gruppo III della Coppa Davis 2007
- Ungheria
- Zimbabwe — retrocessa nel Gruppo III della Coppa Davis 2007

### Gruppo III
Girone 1
1. Monaco — promossa al Gruppo II della Coppa Davis 2007
2. Estonia — promossa al Gruppo II della Coppa Davis 2007
3. Turchia
4. Lituania
5. Bosnia ed Erzegovina
6. Moldavia
7. Armenia — retrocessa nel Gruppo IV della Coppa Davis 2007
8. Andorra — retrocessa nel Gruppo IV della Coppa Davis 2007

Girone 2
1. Danimarca — promossa al Gruppo II della Coppa Davis 2007
2. Nigeria — promossa al Gruppo II della Coppa Davis 2007
3. Ghana
4. Namibia
5. Tunisia
6. Costa d'Avorio
7. Botswana — retrocessa nel Gruppo IV della Coppa Davis 2007
8. Ruanda — retrocessa nel Gruppo IV della Coppa Davis 2007

### Gruppo IV
1. Mauritius — promossa al Gruppo III della Coppa Davis 2007
2. Madagascar — promossa al Gruppo III della Coppa Davis 2007
3. Islanda — promossa al Gruppo III della Coppa Davis 2007
4. San Marino — promossa al Gruppo III della Coppa Davis 2007
5. Malta
6. Azerbaigian
7. Uganda

 Senegal (ritirata)